# NGC 3844
NGC 3844 este o galaxie lenticulară situată în constelația Leul. A fost descoperită în 8 mai 1864 de către Heinrich Louis d'Arrest. Se află la o distanță de 98 de megaparseci de Pământ.